# Le Calame
La Calame es un periódico mauritano fundado el 14 de julio de 1993 por Habib Ould Mahfoudh, que se edita dos veces a la semana en francés y árabe. Se declara partidario de la libertad de prensa y de expresión, se considera independiente, priorizando el derecho a la información sobre cualquier otra consideración. A lo largo de su historia ha sido prohibido tres veces, en 1994, 1996 y 1999, y censurado en treinta y ocho ocasiones. 